# Theodore Bikel
Theodore Bikel (ur. 2 maja 1924 w Wiedniu, zm. 21 lipca 2015 w Los Angeles) – amerykański działacz polityczny, kompozytor, piosenkarz folkowy i aktor pochodzenia austriackiego.

## Życiorys
Theodore Bikel urodził się 2 maja 1924 roku w Wiedniu i otrzymał imię na cześć Teodora Herzla, założyciela współczesnego ruchu syjonizmu państwa żydowskiego. W wieku 13 lat po nadejściu Adolfa Hitlera uciekł wraz z rodziną do Palestyny, gdzie pracował w kibucu i dołączył do teatru Habima w Tel Awiwie. Przeniósł się do Londynu i rozpoczął studia w Radzie, Królewskiej Akademii Sztuki Dramatycznej. Przeniósł się do Stanów Zjednoczonych, gdzie rozpoczął karierę piosenkarką, śpiewając pieśnie ludowe w ponad 20 językach. Wystąpił na scenie Peterem Seegerem, a w 1963 roku poleciał wraz z Bobem Dylanem do Missisipi w celu wykonania dysku do rejestracji wyborców dla Afroamerykanów. Był delegatem konwencji w polityce w Partii Demokratycznej. Był również aktorem za rolę Szeryfa Mullera w filmie Ucieczka w kajdanach otrzymał nominację do Oscara. Zmarł 21 lipca 2015 w wieku 91 lat.

## Wybrana filmografia
- 1951: Afrykańska królowa jako pierwszy oficer
- 1952: Moulin Rouge jako król Serbii Milo IV
- 1953: Nie pozwól mi odejść jako porucznik
- 1953: Desperate Moment jako Anton Meyer
- 1953: A Day to Remember jako Henri Dubot
- 1953: Melba jako Paul Brotha
- 1954: Młodzi kochankowie jako Joseph
- 1954: The Divided Heart jako Josip Slavko
- 1954: Zdrada jako niemiecki sierżant
- 1954: Forbidden Cargo jako Max
- 1954: The Love Lottery jako Oszczędny
- 1955: The Colditz Story jako Vandy
- 1955: Above Us the Waves jako niemiecki oficer
- 1957: Winobranie jako Eduardo
- 1957: Duma i namiętność jako generał Jouvet
- 1957: Podwodny wróg jako porucznik „Heinie” Schwaffer
- 1958: Ucieczka w kajdanach jako szeryf Muller
- 1958: Chcę żyć! jako Carl G.G. Palmberg
- 1964: My Fair Lady jako Zoltan Karpathy
- 1966: Rosjanie nadchodzą jako sowiecki kapitan
- 1989: Do zobaczenia rano jako Bronie
- 2002: Zbrodnia i kara jako kapitan Koch
- 2007: Mały zdrajca jako oficer ochronny

## Nagrody i odznaczenia
- 1959: Nominacja do Oscara za rolę Szeryfa Mullera w filmie Ucieczka w kajdanach[1]
- 1992: Doktorat honoris causa z University of Hartford[2]
- 1997: Lifetime Achievement Award from the National Foundation for Jewish Culture[3]
- 2008: Golden Rathausmann of Vienna[4]
- 2009: Austrian Cross of Honour for Science and Art, 1st class[5].